# Медрано
Медрано (ісп. Medrano) — муніципалітет в Іспанії, у складі автономної спільноти Ла-Ріоха. Населення — 283 осіб (2009).
Муніципалітет розташований на відстані близько 240 км на північний схід від Мадрида, 12 км на південний захід від Логроньйо.

## Демографія
Динаміка населення (INE ):

## Галерея зображень

Розташування муніципалітету
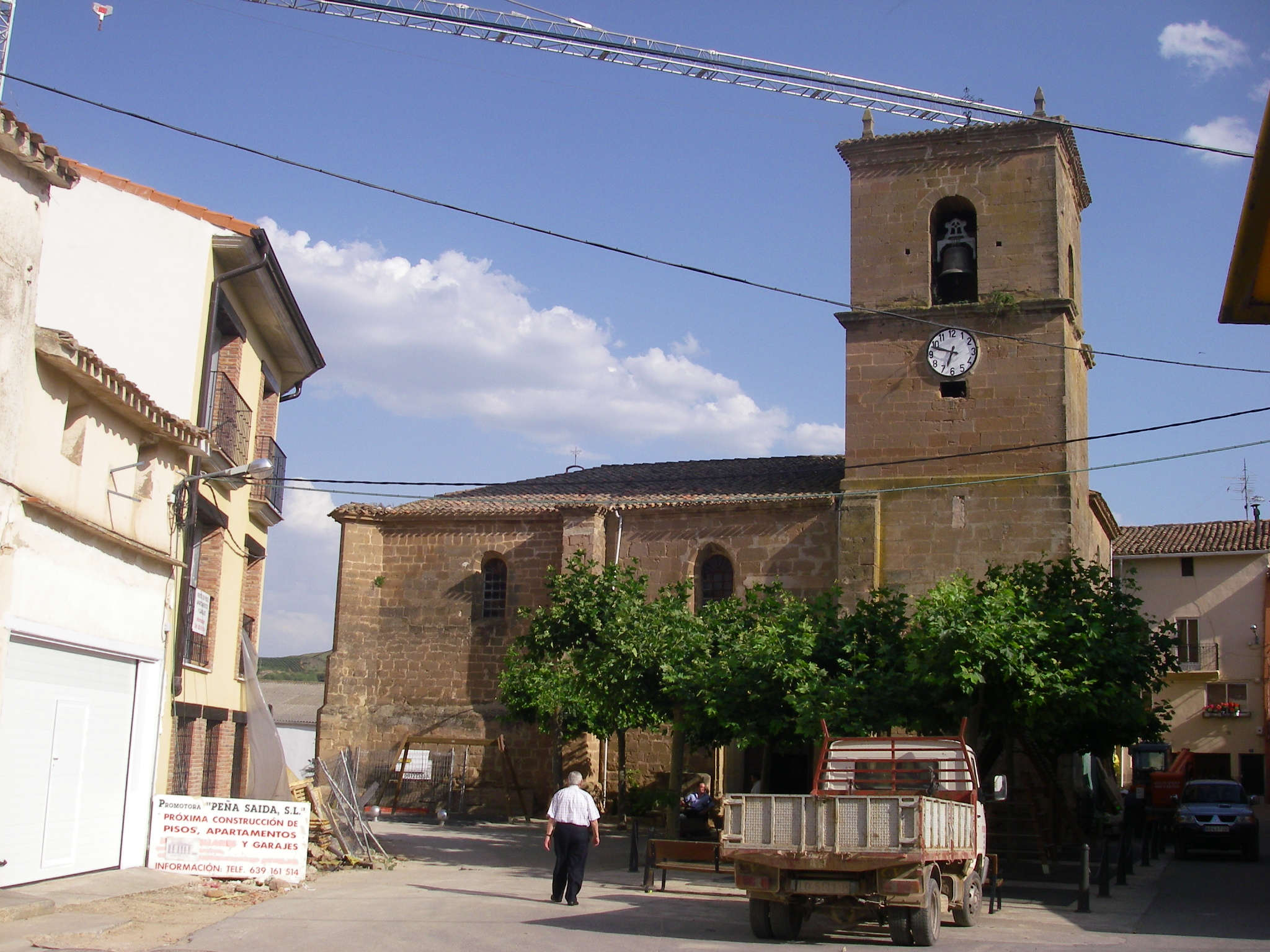
Церква Ла-Натівідад